# Joseph Sartoris
Joseph Martin Sartoris (ur. 1 lipca 1927 w Los Angeles, Kalifornia, zm. 27 czerwca 2025 tamże) – amerykański duchowny katolicki, biskup pomocniczy Los Angeles w latach 1994–2002.

## Życiorys
Święcenia kapłańskie otrzymał 30 maja 1953 z rąk kard. Jamesa McIntyre’a i inkardynowany został do rodzinnej archidiecezji.
8 lutego 1994 papież Jan Paweł II mianował go biskupem pomocniczym Los Angeles ze stolicą tytularną Oliva. Sakrę otrzymał z rąk ówczesnego metropolity kard. Rogera Mahony’ego. Na emeryturę przeszedł 31 grudnia 2002.